# Cratere Babakin (Marte)
Babakin  è un cratere sulla superficie di Marte.
Il cratere è dedicato all'ingegnere sovietico Georgi Nikolayevich Babakin.